# Boucherie Ovalie
Pour les articles homonymes, voir Boucherie (homonymie).

Logo de la Boucherie Ovalie

La Boucherie Ovalie est un site web satirique consacré au rugby à XV créé en 2009 ayant pour sous-titre « Attention chérie, ça va trancher ». Géré par un collectif la Boucherie Ovalie est également présente sur Twitter, a publié deux livres, et produit une chronique pour Canal +.

## Le site

### Histoire
Il a été lancé en 2009 par Ovale Masqué et une petite équipe en contre-pied des médias traditionnels comme L'Équipe ou Midi olympique façon Les Cahiers du football. Avec sa devise « La vie est trop courte pour comprendre le rugby, alors autant en rigoler. » le site reprend et détourne les valeurs traditionnelles associé au rugby (combat, don de soi...) et met en avant des facettes plus rugueuses (fourchette, placage haut...).
Parallèlement au site un compte Twitter (110 000 abonnés en juillet 2018) s'est développé et bien que considéré comme secondaire par l'équipe de rédacteurs il est parfois plus connu que le site lui-même.
En janvier 2018, une partie de l'équipe annonce le lancement d'un nouveau site généraliste, L'Arrière Cuisine, avec l'objectif d'aborder d'autres sujets comme le cinéma, la littérature ou les autres sports avec le même humour.

### Articles
Le site publie des articles de tous types mais on peut noter quelques classiques qui reviennent régulièrement :
- Les comptes-rendus de matchs (internationaux, mais également à l'échelle nationale)[1].
- Les interviews sur le grill de personnalités du monde du rugby[1].
- La cérémonie parodique des Hachoirs d'or (qui propose des catégories loufoques, en vidéo sur Canal + pour l'année 2016[4],[9]).
- Le Petit Guildford illustré (sorte de jeu à boire s'appuyant sur les faits de jeu des matchs du Tournoi des VI nations)[10].

## Publications
Le 27 aout 2015, quelques mois avant la coupe du monde, le collectif publie un livre titré Boucherie Ovalie avec la devise du site comme sous-tire « La vie est trop courte pour comprendre le rugby alors autant en rigoler » aux éditions Solar.
Préfacé par Daniel Herrero qui apporte une caution venant du monde historique du rugby, le livre propose une caricature des acteurs du rugby moderne : équipes, joueurs, entraineurs, présidents, supporters...
Le deuxième livre sort en librairie le 4 octobre 2017,, dans la lignée du premier tome. Titré "Guide de survie au pays du rugby", Il est davantage centré sur le rugby amateur et est préfacé par l'ancien sélectionneur du XV de France Marc Lièvremont. 